# 金属活动性
金属活动性（Reactivity Series of Metals, 又稱金属對氧活動性）是指金属在溶液或化学反应中的實際活泼程度，最初由化学家根据真實化學反應中的金属间的置换反应，还有金属跟水和各种酸、碱反应总结而成。該序列展现了金属在溶液中的活泼度关系。判断溶液中置换反应能否发生时，使用它是很简便的方法。

## 意義與應用
1. 排在前邊的金属,可将排在後邊的金属,从其盐溶液中置换出来[4]
2. 排在前邊的金属,可将排在後邊的金属,从其氧化物中置换出来[5]
3. 理论上讲，排在氢元素前的金属才能和酸反应，置换出氢[6]

## 常见金属活动性顺序表
（此表中金属活動性由前至後渐减）
- 表中某金属可把排在它后面的金属从其盐溶液中置换出来
- 氢之前的金属可與酸反應，将酸中的氢置换出来

常見金属活性通常是这样排列：
- 常温下能迅速置換水中的氫：

1. 钾（K）
2. 钠（Na）
3. 鋰（Li）
4. 钙（Ca）

- 能置換酸中的氫（也能置換水中的氫，只是較慢）：

1. 镁（Mg）
2. 铝（Al）
3. 锰（Mn）
4. 锌（Zn）
5. 鉻（Cr）
6. 铁（Fe）
7. 镍（Ni）
8. 锡（Sn）
9. 铅（Pb）
10. 氢（H）

- 不能置換水或酸中的氫：

1. 铜（Cu）
2. 汞（Hg）
3. 银（Ag）
4. 铂（Pt）
5. 金（Au）

### 活泼金属和酸置换产生氢气时生成的离子
| 活泼金属 | 和酸置换生成的离子 | 颜色         |
| -------- | ------------------ | ------------ |
| K        | K+                 | 无色         |
| Na       | Na+                | 无色         |
| Li       | Li+                | 无色         |
| Ca       | Ca2+               | 无色         |
| Mg       | Mg2+               | 无色         |
| Al       | Al3+               | 无色         |
| Mn       | Mn2+               | 淡粉红色     |
| Zn       | Zn2+               | 无色         |
| Fe       | Fe2+（亚铁）       | 浅绿色       |
| Co       | Co2+               | 红色至洋紅色 |
| Ni       | Ni2+               | 碧绿色       |
| Sn       | Sn2+               | 无色         |
| Pb       | Pb2+               | 无色         |

## 与标准电极电势的反向順序比较
金属活动性顺序有时也根据标准电极电势的反向順序列出 。(需注意，依照這個順序列出的，稱作金屬「活性」順序 — Activity Series of Metals , 是理論順序，跟金屬「活動性」順序— Reactivity Series of Metals ，略有差別)
按照這種順序排列，锂、銫、鉀的顺序，與金屬活動性順序有所不同；鈉和鈣的順序也略有不同。
标准电极电势定量衡量还原剂的强弱，不像金属活动性顺序那样是定性考虑。标准电极电势只在标准状况有效，特别是只适用于室温下一定浓度的水溶液。即使如此，锂、钠等金属的标准电极电势顺序仍然反常。从它们和水的反应剧烈程度以及金属表面在空气中失去光泽的速度来看，这些金属的活動性順序是
钾→钠→锂→碱土金属，
和它们气态时的电离能的反序一样。这也和电解氯化锂和氯化钾共晶系统的结果一致：在阴极生成的是锂而不是钾。